# Dichagyris opulenta
Dichagyris opulenta är en fjärilsart som beskrevs av Brandt 1941. Dichagyris opulenta ingår i släktet Dichagyris och familjen nattflyn. Inga underarter finns listade i Catalogue of Life.